# Воронье (озеро, Беломорский район)
Воронье — озеро на территории Сосновецкого сельского поселения Беломорского района Республики Карелии.

## Общие сведения
Площадь озера — 11,8 км², площадь водосборного бассейна — 1960 км². Располагается на высоте 86,5 метров над уровнем моря.
Форма озера лопастная, Х-образная. Берега изрезанные, каменисто-песчаные, преимущественно возвышенные, местами заболоченные.
В Воронье озеро впадает река Средняя Охта, которая вытекает из него уже под названием Нижняя Охта. Последняя впадает в реку Кемь.
Кроме того с южной стороны в Воронье впадает безымянная протока, вытекающая из озера Лежево и протекающая на своём пути через озёра Пебозеро и Хизиярви. Таким образом воды верховьев Охты минуют участок, именуемый Средней Охтой, сразу попадая в озеро Воронье.
В озере несколько десятков островов различной площади, однако их количество может варьироваться в зависимости от уровня воды. Наиболее крупные носят названия: Большой Логин-Остров, Малый Логин-Остров, Хепоостров, Денис-Остров, Кулистоостров, Сосновый.
На озере находится музей туристической поделки — «Остров добрых Духов».
Код объекта в государственном водном реестре — 02020001021402000006552.